# 松本博志
松本 博志（まつもと ひろし、男性、1977年6月30日 - ）は、日本の元プロボクサー。福岡県北九州市出身。小倉高橋ボクシングジム所属選手としてプロデビュー、2006年より角海老宝石ボクシングジム所属。

## 来歴
16歳からボクシングを始める。1995年6月24日、小倉北体育館でのプロデビュー戦に3RKO勝利を収めた。1998年3月7日、小倉北体育館で小熊坂諭（陽光アダチ）とサウスポー同士の6回戦を行い、判定引分となった。同年9月6日、名古屋国際会議場で日本ミニマム級7位としてWBA同級5位の安部悟（松田）と10回戦を行い、三者三様の判定引分となった。
1999年1月26日、自身初の後楽園ホールで日本ミニマム級王座決定戦を日本3位として2位の中島浩（ワタナベ）と争い、0-3の判定負けを喫した。同年5月16日、小倉北体育館で日本3位としてWBA世界同級暫定王者ソンクラーム・ポーパオイン（タイ）とミニマム級ノンタイトル10回戦を行い、3-0の判定勝利で世界ランクを獲得。ソンクラームは王座を剥奪された。2001年4月14日、小倉北体育館でWBAミニマム級6位として日本ライトフライ級6位の久保暢之（鍵本エディ）と10回戦を行い、9R3-0の負傷判定勝利となった。2002年5月9日、小倉井筒屋パステルホールでWBA6位として日本ライトフライ級4位の大中元気（新日本徳山）と10回戦を行い、1-2の判定負けを喫した。
2004年2月9日、自身2度目の後楽園ホールでWBA14位・WBC15位としてWBA13位・WBC6位の小熊坂諭（新日本木村）の持つ日本ミニマム級王座に挑戦し、大差0-3の判定負けを喫した。2006年、小倉高橋ジムの閉鎖にともない角海老宝石ジムへ移籍。同年1月9日、世界戦のアンダーカードで行われたパシフィコ横浜での移籍初戦は約2年ぶりの復帰戦となったが、日本1位の熊田和真（オサム）との10回戦に1-2の判定負けを喫した。2007年2月22日、日本7位の半田友章（宇都宮）との8回戦は3R負傷引分となった。同年7月14日、尼崎アルカイックホールで日本9位として金光佑治（六島）と8回戦を行い、6R0-2の負傷判定負けを喫してランクを失った。
2008年1月14日、横浜文化体育館で日本8位としてローマン・ゴンザレス（帝拳／ニカラグア）と10回戦を行い、大差0-3の判定負けとなったが、ゴンザレスのプロデビュー以来16戦連続KO勝利の記録は止まった。同年7月3日、日本タイトル挑戦権獲得トーナメントミニマム級準決勝で日本8位として1位の堀川謙一（SFマキ）と対戦し、1-2の判定負けを喫した。同年11月13日、日本5位として7位の元日本王者鈴木誠（野口）と8回戦を行い、3-0の判定勝利で再起を果たした。
2009年4月19日、メトロ・マニラのアラネタ・コロシアムで空位のWBCインターナショナルミニマム級王座をWBC11位のデンバー・クエリョ（フィリピン）と争い、4R0分43秒、自身初となる日本以外での試合でさらに自身初となるTKO負けを喫した。同年7月26日、大阪府立体育会館第1競技場で日本ミニマム級7位として井岡一翔（井岡）とライトフライ級8回戦を行い、2RTKO負けを喫した。この試合を最後に、同年12月に現役を引退した。